# Mõniste (gemeente)
Mõniste (Estisch: Mõniste vald) was een gemeente in de Estlandse provincie Võrumaa. De gemeente telde 844 inwoners op 1 januari 2017 en had een oppervlakte van 176,3 km². Het was de zuidelijkste gemeente van het land en grensde aan Letland. De hoofdplaats was Mõniste.
In oktober 2017 werd de gemeente bij de gemeente Rõuge gevoegd.

## Plaatsen
De gemeente Mõniste bestond uit 17 dorpen: Hürova, Hüti, Kallaste, Karisöödi, Koemetsa, Kuutsi, Mõniste, Parmupalu, Peebu, Sakurgi, Saru, Singa, Tiitsa, Tundu, Tursa, Vastse-Roosa en Villike.

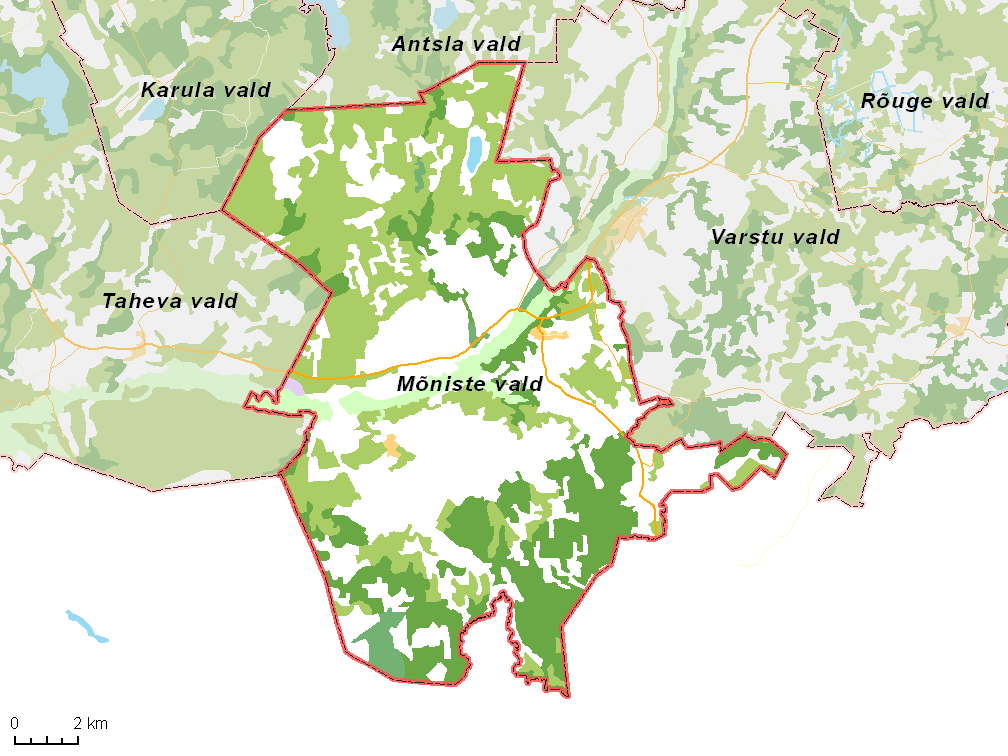
De gemeente met omliggende gemeenten, situatie begin 2017